# جوش هولمز (مصمم)
جوش هولمز هو مصمم كندي، ولد في 25 ديسمبر 1973 في فانكوفر في كندا.